# Мадагаскарский зуёк
Мадагаскарский зуёк (лат. Anarhynchus thoracicus) — вид птиц из семейства ржанковых. Это небольшие (вес 37 г) моногамные птицы, обитающие в западной части Мадагаскара и являющиеся эндемиками данного острова. Об их миграциях, если таковые имеют место, ничего не известно.
МСОП присвоил виду статус VU, так как он демонстрирует низкий темп размножения и низкую адаптивность. Предпринимаются усилия по сохранению вида, возможно скорое присвоение ему статуса EN.